# Université pour femmes Jissen
L'université pour femmes Jissen (実践女子大学, Jissen joshi daigaku) est une université privée pour femmes située dans la ville de Hino dans la préfecture de Tokyo au Japon. L'établissement prédécesseur est fondé par la poétesse et éducatrice Utako Shimoda en 1899. L'établissement reçoit le statut d'université en 1949.

## Professeurs
- Michiyo Tsujimura

## Source de la traduction
- (en) Cet article est partiellement ou en totalité issu de l’article de Wikipédia en anglais intitulé « Jissen Women's University » (voir la liste des auteurs).